# Чепински Мартинци
Чепински Мартинци су насељено место у саставу општине Чепин, Осјечко-барањска жупанија, Република Хрватска.

## Историја
До територијалне реорганизације у Хрватској налазили су се у саставу старе општине Осијек.

## Становништво
На попису становништва 2011. године, Чепински Мартинци су имали 663 становника.
| Број становника по пописима | Број становника по пописима | Број становника по пописима | Број становника по пописима | Број становника по пописима | Број становника по пописима | Број становника по пописима | Број становника по пописима | Број становника по пописима | Број становника по пописима | Број становника по пописима | Број становника по пописима | Број становника по пописима | Број становника по пописима | Број становника по пописима | Број становника по пописима |
| --------------------------- | --------------------------- | --------------------------- | --------------------------- | --------------------------- | --------------------------- | --------------------------- | --------------------------- | --------------------------- | --------------------------- | --------------------------- | --------------------------- | --------------------------- | --------------------------- | --------------------------- | --------------------------- |
| 1857                        | 1869                        | 1880                        | 1890                        | 1900                        | 1910                        | 1921                        | 1931                        | 1948                        | 1953                        | 1961                        | 1971                        | 1981                        | 1991                        | 2001                        | 2011                        |
| 595                         | 644                         | 552                         | 604                         | 667                         | 755                         | 773                         | 942                         | 1111                        | 1127                        | 1042                        | 856                         | 817                         | 753                         | 700                         | 663                         |

Напомена: До 1900. исказивано под именом Мартинци, а од 1910. до 1981. под именом Мартинци Чепински. У 1869. садржи податке за насеље Чокадинци.

### Попис1991.
На попису становништва 1991. године, насељено место Чепински Мартинци је имало 753 становника, следећег националног састава:
| Попис 1991.‍  | Попис 1991.‍  | Попис 1991.‍ | Попис 1991.‍ | Попис 1991.‍ |
| ------------ | ------------ | ----------- | ----------- | ----------- |
|              |              |             |             |             |
| Хрвати       | Хрвати       |             | 508         | 67,46%      |
| Срби         | Срби         |             | 190         | 25,23%      |
| Југословени  | Југословени  |             | 37          | 4,91%       |
| Мађари       | Мађари       |             | 2           | 0,26%       |
| Муслимани    | Муслимани    |             | 1           | 0,13%       |
| Словаци      | Словаци      |             | 1           | 0,13%       |
| Црногорци    | Црногорци    |             | 1           | 0,13%       |
| неопредељени | неопредељени |             | 12          | 1,59%       |
| непознато    | непознато    |             | 1           | 0,13%       |
| укупно: 753  |              |             |             |             |